# Klubi Sportiv Skënderbeu 2012-2013

## Rosa
| N. |                    | Ruolo | Calciatore       |
| -- | ------------------ | ----- | ---------------- |
| 1  | Albania (bandiera) | P     | Orges Shehi      |
| 2  | Albania (bandiera) | C     | Amarildo Dimo    |
| 3  | Albania (bandiera) | D     | Renato Arapi     |
| 4  | Albania (bandiera) | D     | Endrit Vrapi     |
| 5  | Albania (bandiera) | C     | Jorgo Çipi       |
| 7  | Albania (bandiera) | D     | Erbim Fagu       |
| 8  | Nigeria (bandiera) | C     | Nurudeen Orelesi |
| 9  | Albania (bandiera) | A     | Sebino Plaku     |
| 10 | Albania (bandiera) | C     | Bledi Shkëmbi    |
| 12 | Albania (bandiera) | P     | Erjon Llapanji   |
| 15 | Albania (bandiera) | D     | Ditmar Biçaj     |
| 17 | Albania (bandiera) | C     | Ilirjan Çaushaj  |
| 18 | Albania (bandiera) | C     | Dorian Kërçiku   |

| N. |                    | Ruolo | Calciatore         |
| -- | ------------------ | ----- | ------------------ |
| 19 | Mali (bandiera)    | C     | Bakary Nimaga      |
| 20 | Brasile (bandiera) | D     | Ademir             |
| 21 | Albania (bandiera) | C     | Grigor Topalli     |
| 22 | Croazia (bandiera) | A     | Pero Pejić         |
| 23 | Croazia (bandiera) | C     | Željko Tomić       |
| 24 | Albania (bandiera) | A     | Artnant Tahirllari |
| 30 | Brasile (bandiera) | A     | Fernando           |
| 31 | Albania (bandiera) | C     | Bekim Kuli         |
| 33 | Croazia (bandiera) | D     | Marko Radaš        |
| 78 | Serbia (bandiera)  | D     | Ivan Gvozdenović   |
| 88 | Albania (bandiera) | C     | Sabien Lilaj       |
| 92 | Albania (bandiera) | A     | Mario Kame         |